# Mount Steele
Mount Steele je hora v pohoří sv. Eliáše, na jihozápadě teritoria Yukon, v Kanadě, v blízkosti hranice s Aljaškou.
S nadmořskou výškou 5 073 metrů
je pátou nejvyšší horou Kanady a rovněž náleží mezi nejvyšší hory Severní Ameriky.
Leží se v severní části pohoří, necelých 60 kilometrů severně od nejvyššího vrcholu pohoří sv. Eliáše a Kanady Mount Logan.
Jihovýchodně od hlavního vrcholu leží druhotný vrchol Mount Steele-Southeast Peak (4 280 m). Horský masiv je pokryt řadou ledovců, které celkem zaujímají plochu 90 km². Prvovýstup na horu proběhl v srpnu 1935 po východním hřebeni.